# Helmuth Ashley
Helmuth Ashley, auch Helmut Ashley oder Helmuth Fischer-Ashley (* 17. September 1919 in Wien; † 2. Juli 2021 in München) war ein österreichischer Regisseur, Kameramann und Drehbuchautor.

## Leben
Helmuth Ashley wurde als Sohn des Kaufmanns Joseph Ashley und seiner Ehefrau Emmy geb. von Zach geboren. Seine Großeltern väterlicherseits stammen aus England. Nach dem Realgymnasium und der Matura absolvierte er von 1934 bis 1938 an der Graphischen Staats-, Lehr- und Versuchsanstalt Wien eine Ausbildung zum Fotografen. Anschließend arbeitete er in zwei Berliner Fotoateliers als Porträtfotograf.
Im Zweiten Weltkrieg ließ er sich zum Luftfotografen ausbilden und richtete nach dem Frankreichfeldzug in Lessay in der Normandie ein Kino ein. Danach absolvierte er einen Lehrgang als Kriegsberichterstatter. Er filmte als Kameramann Stukaangriffe in Jugoslawien und Rumänien und war an dem Dokumentarfilm Luftwaffe Westen beteiligt. Im November 1942 wurde Ashley wegen der politischen Unzuverlässigkeit seines Vaters aus der Armee entlassen, fand aber eine Beschäftigung bei der Berlin-Film als Kameraassistent von Oskar Schnirch.
Ashley erlebte das Kriegsende in Wien. Am 1. Oktober 1945 wurde er von den Besatzungsbehörden mit Filmaufgaben für die Wochenschau Welt im Film beauftragt. An Spielfilmen war er mehrmals als Kameraassistent oder zweiter Kameramann beteiligt. Für den Trümmerfilm Duell mit dem Tod zeichnete Helmuth Ashley erstmals bei einem Spielfilm für die Kamera verantwortlich.
Ab 1950 arbeitete er fast ausschließlich in Deutschland. Seine Spezialität als Kameramann war das in Schwarzweiß gedrehte Filmdrama. Auf Wunsch von Heinz Rühmann erhielt er 1960 für die Verfilmung der Pater-Brown-Geschichte Das schwarze Schaf seinen ersten Regieauftrag.
Nach dem Edgar-Wallace-Film Das Rätsel der roten Orchidee wurde Ashley fast zum reinen Fernsehregisseur. Er inszenierte vor allem zahlreiche Folgen der ZDF-Serien Das Kriminalmuseum, Die fünfte Kolonne, Der Alte, Derrick und Forsthaus Falkenau. Zu mehreren dieser Filme lieferte er auch das Drehbuch.
Ashley, der zeitweise mit der österreichischen Schauspielerin Doris Kirchner verheiratet und später mit der deutschen Schauspielerin Emely Reuer liiert war, lebte in dritter Ehe mit seiner Frau Benny geb. Benghauser zuletzt in München. Dort starb er im Jahr 2021 im Alter von 101 Jahren.
Sein Archiv befindet sich im Archiv der Akademie der Künste in Berlin.

## Filmografie

### Kamera
- 1948: Das singende Haus (mit Oskar Schnirch)
- 1948: Der Prozeß (mit Oskar Schnirch)
- 1949: Duell mit dem Tod
- 1950: Schuß durchs Fenster
- 1950: Dämonische Liebe
- 1950: Jetzt schlägt’s 13 (Es schlägt 13)
- 1951: Weiße Schatten
- 1951: Gefangene Seele
- 1952: Verlorene Melodie
- 1952: Abenteuer in Wien
- 1952: Die Spur führt nach Berlin
- 1953: Solange Du da bist
- 1953: Stolen Identity
- 1953: Muß man sich gleich scheiden lassen?
- 1953: Ein Herz spielt falsch
- 1954: Wenn du noch eine Mutter hast (Das Licht der Liebe)
- 1954: Sauerbruch – Das war mein Leben
- 1954: Geständnis unter vier Augen
- 1955: Zwischenlandung in Paris
- 1955: Hanussen
- 1955: Du darfst nicht länger schweigen
- 1955: Regine
- 1955: Alibi
- 1956: Nina
- 1956: Kitty und die große Welt
- 1957: Der Stern von Afrika
- 1957: Banktresor 713
- 1957: Endstation Liebe
- 1958: Nasser Asphalt
- 1959: Hunde, wollt ihr ewig leben
- 1959: Arzt ohne Gewissen
- 1959: Ein Tag, der nie zu Ende geht
- 1960: Mein Schulfreund
- 1960: Eine Frau fürs ganze Leben

### Regie
- 1960: Das schwarze Schaf
- 1961: Mörderspiel (auch Drehbuch)
- 1962: Das Rätsel der roten Orchidee
- 1963–1968: Das Kriminalmuseum (Fernsehserie, 14 Folgen)
- 1963–1967: Die fünfte Kolonne (Fernsehserie, 6 Folgen)
- 1964: Weiße Fracht für Hongkong
- 1964: Nachtzug D 106
- 1965: Oberst Wennerström. Spion zwischen Ost und West (2 Teile)
- 1966: Das Millionending (2 Teile)
- 1966: Die Rechnung – eiskalt serviert
- 1968: Udo und seine Musik
- 1969: Kim Philby war der dritte Mann (Fernsehfilm)
- 1969–1970: Die Münchner Räterepublik (2 Teile)
- 1970: Der Portland-Ring (Fernsehfilm)
- 1971: Die drei Gesichter der Tamara Bunke
- 1972–1977: Sonderdezernat K1 (Fernsehserie, 2 Folgen)
- 1974–1975: Der Kommissar (Fernsehserie, 3 Folgen)
- 1976–1977: Notarztwagen 7 (Fernsehserie, 13 Folgen)
- 1977: Tatort – Schüsse in der Schonzeit (BR)
- 1978–2005: Der Alte (Fernsehserie, 55 Folgen)
- 1975–1997: Derrick (Fernsehserie, 47 Folgen)
- 1983: Der Trotzkopf (TV)
- 1984: Danger – Keine Zeit zum Sterben
- 1989/91: Forsthaus Falkenau (Fernsehserie, 14 Folgen)
- 1994: Mutter, ich will nicht sterben! (Fernsehfilm)

## Auszeichnungen
- 1964: Silberne Plakette des Internationalen Fernsehpreises Berlin für Nachtzug D 106
- 1983: Ernennung zum Professor
- 1989: Ehrenmedaille der Bundeshauptstadt Wien